# Alfred North Whitehead
Alfred North (A.N.) Whitehead, född 15 februari 1861 i Ramsgate, Kent, död 30 december 1947 i Cambridge, Massachusetts, var en brittisk filosof och matematiker. 

## Biografi
Whitehead utsågs till professor i tillämpad matematik i London 1914 och hade en professur i filosofi vid Harvard 1924–38.
Han är mest känd som Bertrand Russells medförfattare till Principia Mathematica, som ibland kallas den symboliska logikens bibel. Han är också känd för sin kommentar om den västerländska filosofihistorien som "en fotnot till Platon". Han tilldelades Sylvestermedaljen 1925.